# کوپر اندروز
اندرو لارنس کوپر (زاده ۱۰ مارس ۱۹۸۵)، معروف به کوپر اندروز، بازیگری آمریکایی است. او بیشتر به خاطر بازی در نقش جری در مجموعه تلویزیونی مردگان متحرک شناخته شده‌است.

## زندگی
اندروز در اسمیت‌تاون نیویورک در لانگ آیلند متولد شد. پدرش ساموآیی است و مادرش یهودی و مجارستانی است. او با مادرش بزرگ شد و با آیین یهودیت تربیت شد. اندروز سال‌ها در آتلانتا زندگی کرد و فارغ‌التحصیل دبیرستان دانوودی است.

## حرفه
اندروز در سه فصل اول در سریال Halt and Catch Fire شبکه تلویزیونی ای‌ام‌سی نقش یو-یو انگبرک را بازی کرد. او در ادامه، نقش جری را در سریال مردگان متحرک و نقش ویکتور واسکز را در فیلم شزم! بازی کرد. اندروز همچنین به عنوان اپراتور صدابرداری، هماهنگ‌کننده بدل‌کاری و دستیار کارگردان پشت دوربین کار کرده‌است.

## فیلم‌شناسی

### فیلم
| سال  | عنوان                                | نقش                     | نکات                |
| ---- | ------------------------------------ | ----------------------- | ------------------- |
| ۲۰۰۶ | مرگ فصل‌ها                            |                         |                     |
| ۲۰۰۸ | گلگوتا                               | گارد شیطانی             |                     |
| ۲۰۰۸ | بی صورت                              | Catwalk BodyGuard       | فیلم کوتاه          |
| ۲۰۰۹ | مندی و تونل مخفی                     | برادر کوپر              |                     |
| ۲۰۱۴ | ویرانه‌ها و حساب                      | کاویک                   | فیلم کوتاه          |
| ۲۰۱۵ | قاتلان XVII                          | سطل                     | فیلم کوتاه          |
| ۲۰۱۶ | پیاده‌روی طولانی بیلی لین بین دو نیمه | قدردان / آمریکایی مضطرب |                     |
| ۲۰۱۸ | کمینگاه دزدان                        | ماک                     |                     |
| ۲۰۱۹ | شزم!                                 | ویکتور واسکز            |                     |
| ۲۰۱۹ | بالا رفتن                            | شعبه راجر               | فیلم کوتاه، پس‌تولید |
| ۲۰۱۹ | دارلین                               | پرستار تونی             |                     |
| ۲۰۲۳ | شزم! خشم خدایان                      | ویکتور واسکز            | فیلمبردار           |

### تلویزیون
| سال           | عنوان                                  | نقش          | نکات            |
| ------------- | -------------------------------------- | ------------ | --------------- |
| ۲۰۱۴–۲۰۱۶     | Halt and Catch Fire                    | یو یو انگبرک | ۱۷ قسمت         |
| ۲۰۱۵          | جاده سرخ                               | Rowtag       | ۲ قسمت          |
| ۲۰۱۵          | چهره زیبای شما در حال رفتن به جهنم است | مودوک        | ۱ قسمت          |
| ۲۰۱۵          | نامحدود                                | کنی سومیدا   | ۱ قسمت          |
| ۲۰۱۶          | هاوایی فایو-زیرو                       | ونس پکلو     | ۱ قسمت          |
| ۲۰۱۶ تا اکنون | مردگان متحرک                           | جری          | ۴۰ قسمت         |
| ۲۰۱۷          | یخ نازک                                | پل کوچک      | تله‌فیلم         |
| ۲۰۱۷          | SWAT                                   | رجی لی       | قسمت: "رادیکال" |

### بازی‌های ویدئویی
| سال  | عنوان     | نقش        | یادداشت |
| ---- | --------- | ---------- | ------- |
| ۲۰۲۰ | Madden 21 | فتو والتال |         |